# Phorocardius florentini
Phorocardius florentini (лат.) — вид жуков-щелкунов из подсемейства Cardiophorinae (Elateridae).

## Распространение
Юго-Восточная Азия: Вьетнам, Китай.

## Описание
Длина тела более 7,0 мм (у самок до 13 мм); переднеспинка и гипомерон красные, надкрылья чёрные с металлическим синим или пурпурным блеском. Переднегрудь: прококсальные полости открыты; простернальный отросток не сильно сужен от переднего основания сзади до вентральной вершины при виде снизу, с выпуклой вершиной. Птероторакс: скутеллярный диск удлиненный, с заостренной задней вершиной. Коготок лапок с вентральной вершиной не меньше дорсальной. Гениталии самца: парамер с предвершинным латеральным расширением, апикальный мезальный каллус отсутствует. Самка: вершина последнего вентрита брюшка (V вентрита) простая, не выемчатая на вершине.
Переднеспинка с боковым килем, не доходящим до переднего края, скрытым при виде сверху выступающим краем дорсальной части переднеспинки (= субмаргинальная линия); прококсальные полости открытые.